# Polochrum
Polochrum (лат.) — род ос-сапиг рода из подсемейства Sapyginae (Sapygidae). 2 вида.

## Распространение
Евразия от Западной Европы до Кавказа, Малой и Средней Азии.

## Описание
Длина тела 15-23 мм. Голова поперечно-овальная. Жвалы изогнутые, массивные. Внешне напоминают обычных бумажных ос, их тело чёрное с желтоватыми пятнами на голове и груди и жёлтыми перевязями на брюшке. Усики нитевидные. Личинки ос живут в гнёздах древесных пчёл-ксилокоп, где поедают их запасы пищи (пыльцу и нектар).

## Систематика
Род включает два палеарктических вида. Ранее описанный третий вид Polochrum flavicolle Cam. позднее трактовался или в составе рода Sapygina или в составе эндемичного индо-малайского рода Parasapyga.
- Polochrum repandum Spinola, 1805
- Polochrum pamirepandum Kurzenko, 1986 — Таджикистан

## Охрана
Вид Polochrum repandum стал редким из-за применения пестицидов для борьбы с вредителями леса, вырубки сухих деревьев и уменьшение количества деревянных сооружений и поэтому включён в Красную книгу Украины.